# レイ・ゴディ
レイ・ゴディ（Ray Gordy、1979年3月23日 - ）は、アメリカ合衆国の元プロレスラー。本名テリー・レイ・ゴディ・ジュニア（Terry Ray Gordy, Jr.）。テネシー州チャタヌーガ出身。
父親はテリー・ゴディであり、従兄弟にリチャード・スリンガーがいる。

## 来歴
父・テリー・ゴディの遺言を受けた三沢光晴の計らいによって、2001年にプロレスリング・ノアに選手寮住み込みの半所属扱いで参戦。しかし負傷による欠場後はアメリカへ帰国し、復帰後はインディー団体に参戦した。
2005年8月にWWEと契約し、2006年に元傘下のDSWにてレイ・ジージィ（Ray Geezy）のリングネームでデビュー。2007年5月、フェスタスとタッグチームを組み、ジェシー&フェスタス（Jesse and Festus）としてスマックダウンに登場。一度ギミック調整のためOVWに送り返されるも、9月にスマックダウンに再登場し、再びフェスタスと共にタッグ戦線で活動した。
2009年の追加ドラフトによりフェスタスがRAWに移籍したためタッグは解散。その後目立った活動はなかったが6月頃からHIP HOPキャラにギミックチェンジし、クライム・タイムのコーナー "Word Up" に登場。8月7日のスマックダウンではスラムマスターJ（Slam Master J）を名乗ってリングに上がり、チャーリー・ハースに勝利。しかし、その後出番はほとんどなく、2010年4月22日にWWEを解雇された。解雇後はそのまま引退し、警察官として働いている。
2016年4月2日、「ファビュラス・フリーバーズ」としてWWE殿堂に迎えられた父の代理として、式典でスピーチをした。

## 得意技
- ダイビング・スプラッシュ

WWE時代のフィニッシャー
- アシアティック・ドライバー

インディーでのフィニッシャー。パンプハンドル・シットアウト・フェイスバスター。
- ライトニング・スパイラル
- フィッシャーマンズ・ネックブリーカー
- モンキーフリップ
- ジャーマン・スープレックス
- ドロップキック

ドロップ・トゥー・ホールドで転ばせてから相手の顔面に決める。

## 入場曲
- Biscuits & Gravy(フェスタスとのタッグ時)
- Thug Bug(Slam Master Jを名乗ってからの入場曲)